# Шиваджи Ганешан
Чиннайя Манраяр Ганесамурти, более известный под сценическим псевдонимом Шиваджи Ганесан (англ. Sivaji Ganesan; там. சிவாஜி கணேசன்; 1 октября 1928, Танджавур, Мадрасское президентство — 21 июля 2001, Ченнаи) — индийский актёр, кинопродюсер, театральный деятель. Культовая фигура тамильского кино второй половины XX века.

## Биография
Сын артиста. В детстве присоединился к театральной труппе. Прославился благодаря главной роли в пьесе Sivaji Kanda Indhu Rajyam, историческом романе об императоре маратхов Шиваджи, которая в дальнейшем стала его псевдонимом.
Дебютировал в кино в 1952 году. Сначала участвовал в партийной пропаганде Дравида муннетра кажагам и снялся в нескольких мифологических националистических фильмах 1950-х и 1960-х годов в тамильской киноиндустрии.
Известен своей универсальностью и разнообразием ролей, которые он изображал на экране. За свою почти пятидесятилетнюю карьеру снялся в 288 фильмах на тамильском, телугу, каннада, малаялам и хинди.
Ганесан стал первым индийским киноактёром, получившим награду в категории «Лучший актёр» на Каирском международном кинофестивале в 1960 году. В 1976 году был награждён Падма Шри, в 1984 году — Падма бхушан. В 1986 и 1993 годах награждён специальным призом жюри Национальной кинопремии Индии.
В 1997 году стал лауреатом премии имени Дадасахеба Фальке за выдающийся вклад в индийское кино. Кроме того, получил четыре премии Filmfare Awards South.
В 1995 году награждён орденом Почётного легиона.
Избирался членом Раджья Сабха, верхней палаты индийского парламента (1982—1988).
После его смерти газета Los Angeles Times назвала его «Марлоном Брандо южно-индийской киноиндустрии».

## Примечания

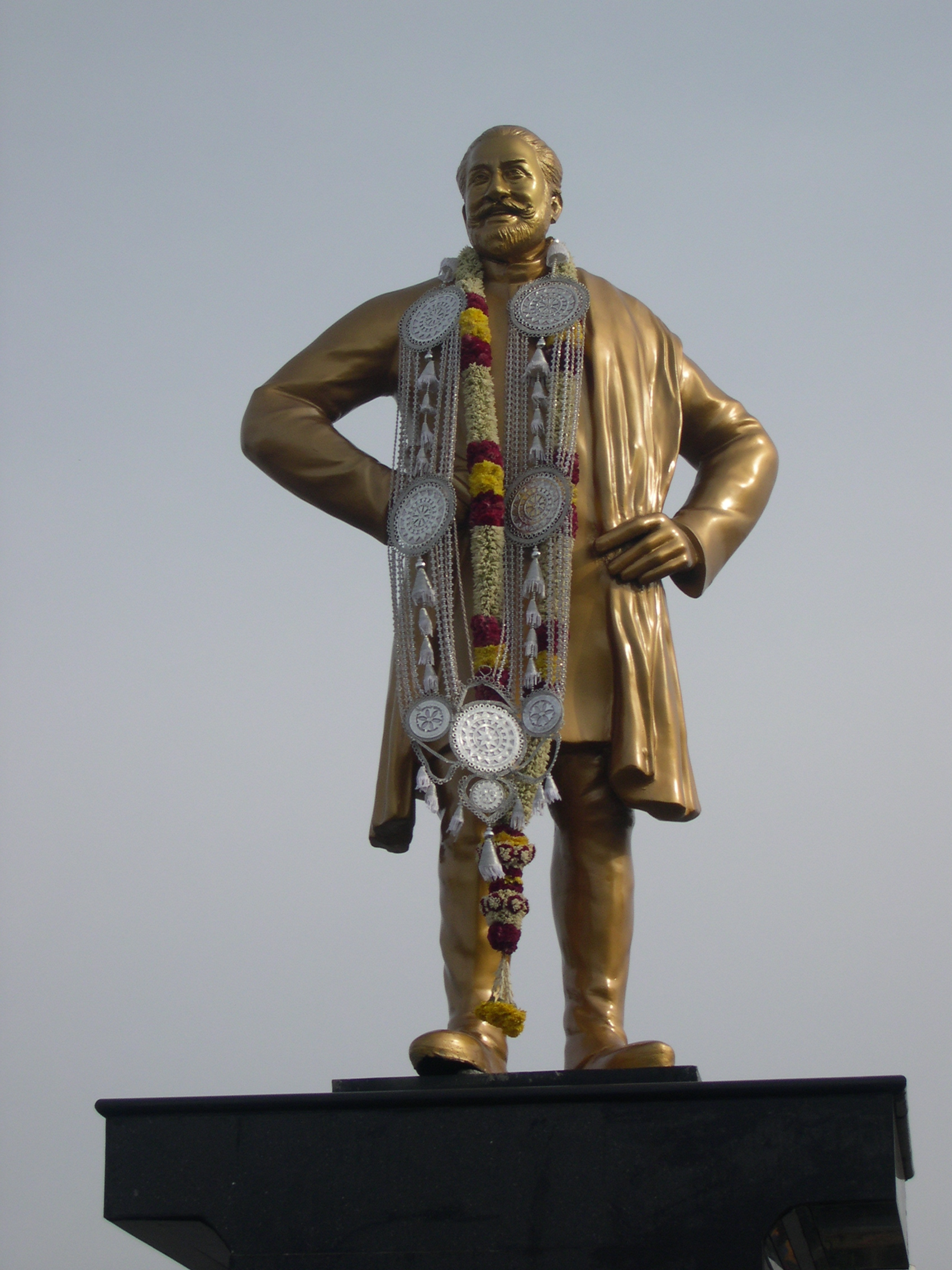
Памятник Шиваджи Ганесану в Ченнаи